# Amadok Point
Amadok Point är en udde i Antarktis. Den ligger i Sydshetlandsöarna. Argentina, Chile och Storbritannien gör anspråk på området.
Terrängen inåt land är kuperad norrut. Havet är nära Amadok Point söderut. Trakten är obefolkad. Det finns inga samhällen i närheten. 